# مارتن بيك
مارتن بيك (بالإنجليزية: Martin Beck)‏ هو رسام أمريكي، ولد في 1962.